# Мартенсвил
Мартенсвил (енгл. Martensville) је град у централном делу канадске провинције Саскачеван. Град лежи на раскрсници провинцијског аутопута 12 са друмом 384 на око 14 км северно од највећег града у провинцији Саскатуна, и сматра се његовим сателитским насељем. Најближа насеља су град Ворман који је удаљен свега 7 км северозападно и варош Далмени 10 км североисточно. 
Град лежи у поречју Северног и Јужног Саскачевана на надморској висини између 600 и 700 метара у прелазној зони шумо-степе. 
У граду је 2011. живело 7.700 становника.

## Историја
Као година оснивања насеља Мартенсвила узима се 1939, година када су локални фармери Ајзек и Дејв Мартенс у чијем власништву се налазила земља на којој лежи данашњи град, продали три мање парцеле на којима је основано насеље. Новоосновано насеље је добило име управо у њихову част. 
Насеље је администартивно уређено као село 1966, а свега три године касније добило је и статус провинцијске вароши. Мартенсвил нагло почиње да се развија након што су 1976. окончани радови на инфраструктурним објектима (урађена је водоводна и канализациона мрежа). Године 2009. Мартенсвил у административном смислу постаје 16. град провинције Саскачеван. 
Град се 1992. нашао у жижи светске јавности због великог педофилског скандала повезаног са сатанистичким култом званим Братство Рама (The Brotherhood of The Ram). Након што је једна мајка пријавила жену која је радила као бебиситерка и оптужила је за злостављање њеног детета, истрага је открила велики број особа који су били део сататнистичког култа чији чланови су учествовали у силовањима бројних малолетних особа.

## Демографија
Према резултатима пописа становништва из 2011. у граду је живело 7.716 становника у укупно 2.657 домаћинстава, што је за 55% више у односу на 4.978 житеља колико је регистровано 
приликом пописа 2006. године. Са растом од преко 50% у периоду између два пописа 2006. и 2011. мартенсвил је убедљиво на првом месту у провинцији и на другом месту на националном нивоу. 
| 2001. | 2006. | 2011. |
| ----- | ----- | ----- |
| 4.365 | 4.968 | 7.716 |